# Acacia inaequiloba
Acacia inaequiloba é uma espécie de leguminosa do gênero Acacia, pertencente à família Fabaceae.